# Melaneros
Melaneros is een geslacht van kevers uit de familie netschildkevers (Lycidae). De wetenschappelijke naam van de soort werd in 1877 gepubliceerd door Léon Marc Herminie Fairmaire. Fairmaire creëerde het geslacht voor een aantal soorten afkomstig van eilanden in de Grote Oceaan, waaronder Melaneros acuticollis uit Upolu en Melaneros quadraticollis uit Tongatapu. In een artikel uit 1879 beschreef hij deze opnieuw en uitgebreider, waarbij hij Melaneros nogmaals als "nieuw geslacht" aanduidde, zodat soms 1879 als publicatiedatum van Melaneros wordt aangegeven.
Melaneros is een van de grootste geslachten in de familie Lycidae. Er worden meer dan 400 soorten in geplaatst, vooral uit tropische gebieden, Noord-Amerika en Oost-Azië. De meeste soorten komen slechts in een beperkt gebied voor.